# Onthophagus dejongi
Onthophagus dejongi är en skalbaggsart som beskrevs av Jan Krikken 1986. Onthophagus dejongi ingår i släktet Onthophagus och familjen bladhorningar. Inga underarter finns listade i Catalogue of Life.